# 合衆国税関 (ニューヨーク市)
座標: 北緯40度42分26秒 西経74度0分37秒 / 北緯40.70722度 西経74.01028度

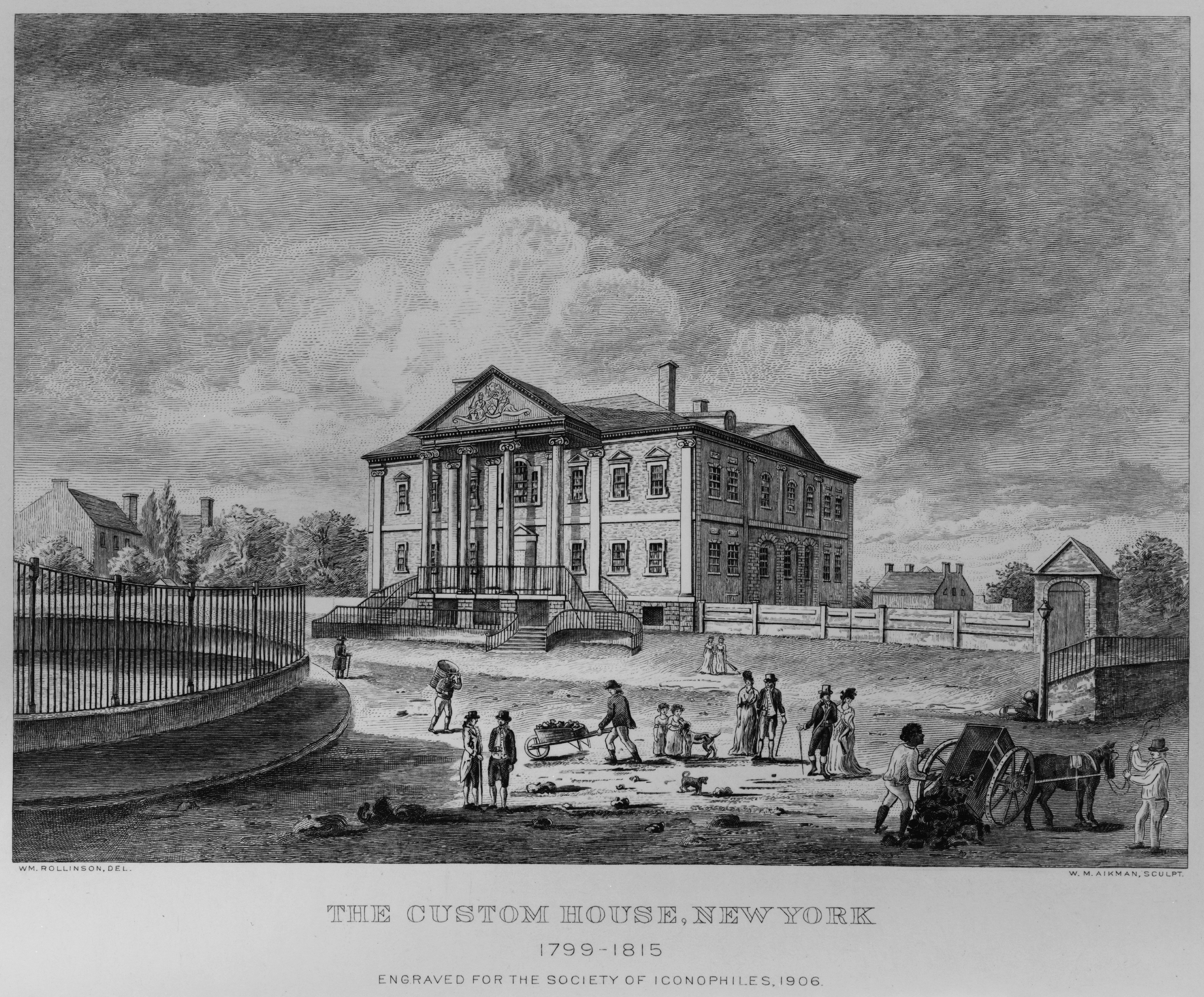
1799–1815年の税関

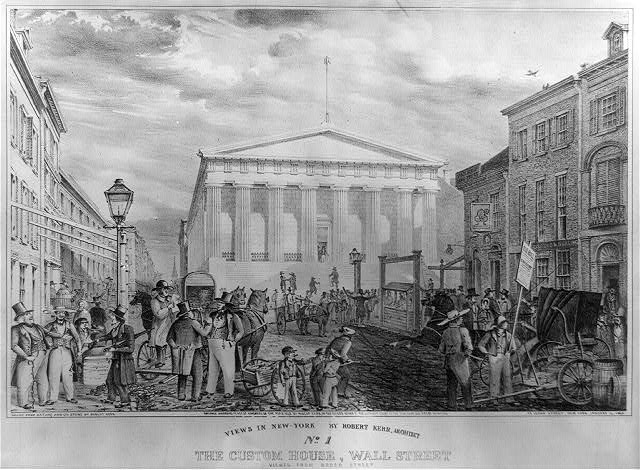
1842年の税関。現在のフェデラル・ホール。

1863年、税関はかつての商業取引所ビル (Merchants' Exchange Building) へ移転した。

ニューヨーク市の合衆国税関 (United States Custom House) は、ニューヨーク市に置かれていた連邦関税を徴収する税関である。
このニューヨーク市の税関はいくつかの場所を移転している。1790年から1799年までは、5 ミル・ストリート (Mill Street) として知られるミル・レーン (Mill Lane) の向かいのサウス・ウィリアム・ストリート上に位置していた。1799年から1815年までは、おおよそかつてのフォート・アムステルダムの位置にあったニューヨーク州総督官邸 (en) 内に置かれていた。1842年からは、John Frazeeによる設計の26 ウォール・ストリートに建つビル、現在のフェデラル・ホール・ナショナル・メモリアルに置かれていた。1862年からは、 55 ウォール・ストリートに建つ商業取引所ビル (Merchant's Exchange Building) に置かれていた。1907年には、現在アレクサンダー・ハミルトン合衆国税関と呼ばれるボウリング・グリーンに新しく建てられたビルへと移転した。1970年代中頃、6 ワールド・トレード・センター (en) へ移転した。このビルは2001年のアメリカ同時多発テロ事件により倒壊した。
19世紀、ニューヨーク港 (en) はアメリカ合衆国へやってくる貨物の最も主要な港であった。そして、このニューヨークの税関はアメリカで最も重要な税関であった。例えば、1853年のこの税関の収入は、国の関税収入の75%を上げていた。この税関を通過する金額は膨大だったため、そこで働くことはとても重要な地位であった。汚職が蔓延し、一時期は27,000人が700人の採用枠に応募してきたこともあった。
19世紀後半に官公庁が再編されるまで、すべての税関職員は政治任命官 (en) であった。大統領は四つの幹部職を任命（指名）していた：税関長 (Collector of Customs)、海軍将校 (Naval Officer)、税関調査官 (Surveyor of Customs)、そして税関鑑定官 (Appraiser of Customs) である。この税関の任命権はラザフォード・ヘイズ政権において重大な論争の的であった。ヘイズは能力ベースの任命制を採用しようとしていたのに対し、上院議員en:Roscoe Conklingは猟官制を採用し任命権を彼の裁量の下に置けるよう試みた。かつてこの税関の税関長であったチェスター・A・アーサー（1871-1878年）は、後に合衆国大統領となった。アーサーは税関長時代の給料は弁護士時代の給料より数倍高かったと言われており、最初の3年の任務中は年収約$50,000を得ていた。